# Ghiacciaio Gair
Il ghiacciaio Gair è un ghiacciaio lungo circa 19 km situato nella parte nord-occidentale della Dipendenza di Ross, nell'Antartide orientale. Il ghiacciaio, il cui punto più alto si trova a circa 1800 m s.l.m., si trova nell'entroterra della costa di Borchgrevink, nella parte nord-orientale delle dorsale dell'Alpinista, dove fluisce verso nord-est a partire dal versante settentrionale della cresta Whitcomb, scorrendo lungo il versante meridionale del monte Montreuil fino ad unire il proprio flusso a quello del ghiacciaio Mariner, a ovest della scogliera Bunker.

## Storia
Il ghiacciaio Gair è stato così battezzato dai membri della spedizione neozelandese di ricognizione geologica antartica svolta nel 1962-63, in onore di H. S. Gair, un geologo a capo della squadra settentrionale di quella spedizione.